# Catonia bicinctura
Catonia bicinctura är en insektsart som beskrevs av Van Duzee 1915. Catonia bicinctura ingår i släktet Catonia och familjen vedstritar. Inga underarter finns listade i Catalogue of Life.